# Alex McAvoy
Alex McAvoy (10. marts 1928 – 16. juni 2005) var en skotsk skuespiller, bedst kendt for at spille rollen som Sunny Jim i den tilpassede udgave (BBC Scotland) af Neil Munros Para Handy historier, The Vital Spark og spille læreren i Pink Floyd-filmen The Wall.